# Saison 2014-2015 de l'Union sportive arlequins perpignanais
Cette page présente la saison 2014-2015 de l'Union sportive arlequins perpignanais en Pro D2.

## Entraîneurs
- Alain Hyardet : Directeur Sportif
- Grégory Patat : Entraineur des avants
- François Gelez : Entraineur des arrières

## La saison
Le budget pour la saison est de 11,07 millions d'euros, celui-ci est le 2e plus gros budget de la pro D2.
Après une relégation actée à la dernière journée de la saison 2013-2014 de Top 14, le club a connu une inter-saison mouvementée avec un effectif à recomposer (17 départs) et un nouveau staff à mettre en place.
L'USAP termine à la troisième place du classement de la saison régulière et est éliminé en demi-finale des barrages d'accession par le SU Agen (match nul 32-32 à domicile, les agenais étant qualifiés au bénéfice des essais, 4 à 2).

## Effectif
| Nom                    | Poste                  | Naissance        | Nationalité sportive | Sélections (points) | Dernier club               | Arrivée au club (année) |
| ---------------------- | ---------------------- | ---------------- | -------------------- | ------------------- | -------------------------- | ----------------------- |
| Rudy Chéron            | Pilier                 | 19 février 1981  | France               | -                   | Pays d'Aix RC              | 2014                    |
| Sona Taumalolo         | Pilier                 | 13 novembre 1981 | Tonga                |                     | Chiefs                     | 2012                    |
| Giorgi Mchedishvili    | Pilier                 | 9 octobre 1986   | Géorgie              |                     | Montpellier HR             | 2014                    |
| Paulica Ion            | Pilier                 | 10 janvier 1983  | Roumanie             |                     | London Welsh               | 2013                    |
| Pascal Cotet           | Pilier                 | 20 mai 1993      | France               | -                   | Formé au club              | -                       |
| Jean-Baptiste Custoja  | Pilier                 | 20 mai 1993      | France               | -                   | Formé au club              | 2012                    |
| Jérémy Bécasseau       | Pilier                 | 18 juillet 1991  | France               | -                   | Worcester Warriors         | 2014                    |
| Enzo Forletta          | Pilier                 | 15 juin 1994     | France               | -                   | Formé au club              | 2014                    |
| Christophe David       | Pilier                 | 31 juillet 1991  | France               | -                   | Formé au club              | 2012                    |
| Roy Godfrey            | Pilier                 | 11 août 1989     | Afrique du Sud       | -                   | SWD Eagles                 | 2014                    |
| Benoît Cabello         | Talonneur              | 27 février 1980  | France               | -                   | ASM Clermont               | 2014                    |
| Romain Terrain         | Talonneur              | 22 août 1981     | France               | -                   | Biarritz olympique         | 2012                    |
| Jean-Philippe Genevois | Talonneur              | 3 février 1987   | France               | -                   | Biarritz olympique         | 2014                    |
| Raphaël Carbou         | Talonneur              | 6 septembre 1992 | France               | -                   | RC Narbonne                | 2010                    |
| Kirill Koulemine       | Deuxième ligne         | 13 octobre 1980  | Russie               |                     | Sale Sharks                | 2014                    |
| Rinus Luan Bothma      | Deuxième ligne         | 3 août 1989      | Afrique du Sud       | -                   | Falcons                    | 2014                    |
| Guillaume Vilaceca     | Deuxième ligne         | 7 novembre 1983  | France               | -                   | Céret sportif              | 2007                    |
| Loïc Charlon           | Deuxième ligne         | 30 avril 1987    | France               | -                   | Section paloise            | 2014                    |
| Bastien Chalureau      | Deuxième ligne         | 13 février 1992  | France               | -                   | Stade toulousain           | 2014                    |
| Jean-Pierre Pérez      | Troisième ligne aile   | 3 avril 1984     | France               | -                   | Formé au club              | 2005                    |
| Alasdair Strokosch     | Troisième ligne aile   | 21 février 1983  | Écosse               |                     | Gloucester RFC             | 2012                    |
| Lucas Bachelier        | Troisième ligne aile   | 26 mars 1995     | France               | -                   | Formé au club              | 2014                    |
| Benjamin Beaux         | Troisième ligne aile   | 30 juin 1986     | France               | -                   | RC Narbonne                | 2014                    |
| Alan Brazo             | Troisième ligne aile   | 31 mai 1992      | France               | -                   | Formé au club              | 2014                    |
| Nicolas Rabat          | Troisième ligne aile   | 24 avril 1991    | France               | -                   | Formé au club              | 2013                    |
| Dimitri Basilaia       | Troisième ligne centre | 27 novembre 1985 | Géorgie              |                     | Edinburgh Rugby            | 2014                    |
| Henry Tuilagi          | Troisième ligne centre | 12 août 1976     | Samoa                |                     | Leicester Tigers           | 2007                    |
| Karl Château           | Troisième ligne centre | 15 juin 1992     | France               | -                   | Stade toulousain           | 2013                    |
| Sébastien Descons      | Demi de mêlée          | 13 mai 1983      | France               | -                   | Racing Métro 92            | 2014                    |
| Dewalt Duvenage        | Demi de mêlée          | 22 mai 1988      | Afrique du Sud       | -                   | Stormers                   | 2013                    |
| Tom Ecochard           | Demi de mêlée          | 14 décembre 1992 | France               | -                   | RC Narbonne                | 2010                    |
| Mathieu Belie          | Demi d'ouverture       | 20 février 1988  | France               | -                   | Aviron bayonnais           | 2014                    |
| Tommaso Allan          | Demi d'ouverture       | 26 avril 1993    | Italie               |                     | Western Province           | 2013                    |
| Romuald Séguy          | Demi d'ouverture       | 5 février 1996   | France               | -                   | Formé au club              | 2014                    |
| Watisoni Votu          | Trois-quart aile       | 25 mars 1985     | Fidji                |                     | Exeter Chiefs              | 2013                    |
| Jonathan Bousquet      | Trois-quart aile       | 5 mars 1988      | France               | -                   | US Oyonnax                 | 2014                    |
| Wandile Mjekevu        | Trois-quart aile       | 7 janvier 1991   | Afrique du Sud       |                     | Lions                      | 2013                    |
| Jean-Bernard Pujol     | Trois-quart aile       | 11 avril 1992    | France               | -                   | Stade toulousain           | 2014                    |
| David Marty            | Trois-quart centre     | 30 octobre 1982  | France               |                     | Entente Canet-Sainte-Marie | 2000                    |
| Lifeimi Mafi           | Trois-quart centre     | 15 août 1982     | Nouvelle-Zélande     | -                   | Munster                    | 2012                    |
| Sione Piukala          | Trois-quart centre     | 6 août 1985      | Tonga                |                     | Eastwood                   | 2012                    |
| Tommaso Benvenuti      | Trois-quart centre     | 12 décembre 1990 | Italie               |                     | Benetton Trévise           | 2013                    |
| Jens Torfs             | Trois-quart centre     | 26 mai 1992      | Belgique             |                     | Racing Métro 92            | 2013                    |
| Joffrey Michel         | Arrière                | 4 mars 1987      | France               | -                   | Castres olympique          | 2008                    |
| Julien Farnoux         | Arrière                | 24 avril 1993    | France               | -                   | ASM Clermont               | 2014                    |

## Calendrier et résultats

### Pro D2

#### Saison régulière
| - USA Perpignan - Colomiers rugby : 22-9 - USA Perpignan - RC Massy : 42-21 - Tarbes PR - USA Perpignan : 16-15 - US Montauban - USA Perpignan : 24-19 - USA Perpignan - SU Agen : 32-16 - USA Perpignan - Stade montois : 25-21 - US Carcassonne - USA Perpignan : 42-20 - USA Perpignan - AS Béziers : 28-25 - Biarritz olympique - USA Perpignan : 23-18 - US Dax - USA Perpignan : 19-12 - USA Perpignan - CS Bourgoin-Jallieu : 42-0 - Pau - USA Perpignan : 19-12 - SC Albi - USA Perpignan : 19-21 - USA Perpignan - Stade aurillacois : 15-15 - USA Perpignan - RC Narbonne : 38-12 | - USA Perpignan - US Carcassonne : 40-15 - Colomiers rugby - USA Perpignan : 32-15 - USA Perpignan - Tarbes PR : 23-19 - Stade montois - USA Perpignan : 23-9 - USA Perpignan - Biarritz olympique : 48-15 - CS Bourgoin-Jallieu - USA Perpignan : 22-3 - USA Perpignan' - US Montauban : 48-17 - AS Béziers - USA Perpignan : 17-20 - RC Massy - USA Perpignan : 20-29 - USA Perpignan - Pau : 22-15 - RC Narbonne - USA Perpignan : 31-21 - USA Perpignan - US Dax : 37-8 - Stade aurillacois - USA Perpignan : 52-14 - USA Perpignan - SC Albi : 21-22 - SU Agen - USA Perpignan : 23-26 |

| Rang | Club                   | J  | V  | N | D  | Bo | Bd | Pm  | Pe  | Diff | Pts |
| ---- | ---------------------- | -- | -- | - | -- | -- | -- | --- | --- | ---- | --- |
| 1    | Section paloise        | 30 | 20 | 1 | 9  | 10 | 2  | 754 | 530 | +224 | 94  |
| 2    | Stade montois          | 30 | 18 | 0 | 12 | 4  | 7  | 676 | 531 | +145 | 83  |
| 3    | USA Perpignan (R)      | 30 | 17 | 1 | 12 | 7  | 5  | 744 | 615 | +129 | 82  |
| 4    | SU Agen                | 30 | 17 | 0 | 13 | 7  | 6  | 732 | 611 | +121 | 81  |
| 5    | SC Albi                | 30 | 18 | 0 | 12 | 2  | 6  | 651 | 606 | +45  | 80  |
| 6    | Stade aurillacois      | 30 | 16 | 2 | 12 | 6  | 3  | 650 | 579 | +71  | 77  |
| 7    | Biarritz olympique (R) | 30 | 17 | 0 | 13 | 6  | 3  | 647 | 580 | +67  | 77  |
| 8    | Colomiers Rugby        | 30 | 16 | 0 | 14 | 1  | 4  | 635 | 632 | +3   | 69  |
| 9    | US Carcassonne         | 30 | 15 | 0 | 15 | 2  | 4  | 688 | 706 | -18  | 66  |
| 10   | US Montauban (P)       | 30 | 13 | 1 | 16 | 5  | 5  | 627 | 638 | -11  | 64  |
| 11   | AS Béziers             | 30 | 14 | 0 | 16 | 2  | 5  | 620 | 655 | -35  | 63  |
| 12   | Stado Tarbes PR        | 30 | 13 | 2 | 15 | 0  | 6  | 635 | 750 | -115 | 62  |
| 13   | CS Bourgoin-Jallieu    | 30 | 11 | 3 | 16 | 2  | 4  | 548 | 652 | -104 | 52¹ |
| 14   | RC Narbonne            | 30 | 11 | 1 | 18 | 1  | 3  | 604 | 746 | -142 | 50  |
| 15   | US Dax (²)             | 30 | 10 | 1 | 19 | 1  | 4  | 518 | 687 | -169 | 47  |
| 16   | RC Massy (P)           | 30 | 8  | 0 | 22 | 1  | 8  | 643 | 854 | -211 | 41  |

¹ Le CS Bourgoin-Jallieu a eu quatre points de pénalité plus deux avec sursis pour « manquements graves et répétés, sur deux exercices budgétaires consécutifs, aux règles de comptabilisation et de transparence qui s'imposent aux clubs professionnels vis-à-vis de la DNACG ».

² En raison de problèmes financiers du Lille Métropole rugby, la DNACG refuse au club la montée en Pro D2 pour la saison 2015-2016 qui reste donc en Fédérale 1 pour cette même saison. Pour cette raison, l'US Dax est repêchée

#### Barrages d'accession en Top 14
Demi-finales :
- USA Perpignan - SU Agen : 32-32

Agen se qualifie au bénéfice des essais marqués (4 à 2)

## Statistiques

### Statistiques collectives
Attaque
744 (+32 lors de la demi-finale d'accession) points marqués :
- 72 essais (+2)
- 54 transformations (+2)
- 88 pénalités (+6)
- 4 drops

Défense
615 (+32 lors de la demi-finale d'accession) points encaissés :
- 56 essais (+4)
- 43 transformations (+3)
- 82 pénalités (+2)
- 1 drop

Cartons

### Statistiques individuelles
Meilleur réalisateur
Jonathan Bousquet (251 points)
Meilleur marqueur d'essais
Wandile Mjekevu (10 essais)